# Manchegowdanahalli, Heggadadevankote
Manchegowdanahalli là một làng thuộc tehsil Heggadadevankote, huyện Mysore, bang Karnataka, Ấn Độ.